# Mayes C. Rubeo
Mayes C. Rubeo est une costumière mexicaine née en 1962 à Mexico. Elle est principalement connue pour son travail sur les films Apocalypto (2006), Avatar (2009), John Carter (2012), World War Z (2013), Warcraft : Le Commencement (2016), Thor : Ragnarok (2017) et Jojo Rabbit (2019), ce dernier lui ayant valu une nomination aux Oscars ainsi qu'aux BAFTA.

## Biographie

### Carrière
Mayes C. Rubeo est née Mayes Castillero au Mexique, en 1962. Elle a étudié au collège José Guadalupe Zuno Hernández de Guadalajara. Elle a quitté Mexico dans les années 80 pour déménager à Los Angeles, où elle a étudié au Los Angeles Trade Tech. Après avoir été diplômée, elle a déménagé en Italie pour travailler avec le costumier Enrico Sabbatini. À ce jour, elle possède un atelier en Italie.
Elle a commencé à travailler pour Hollywood en 2006 lorsqu'elle a été engagée comme costumière sur le film Apocalypto de Mel Gibson. Trois ans plus tard, elle a travaillé avec James Cameron sur Avatar, lui permettant d'obtenir une nomination aux Costume Designers Guild Awards. 
Elle reçoit également une nomination aux Oscars et aux BAFTA pour son travail sur Jojo Rabbit.
En 2021, elle reçoit l'Artistry in Filmmaking Award au Coronado Island Film Festival.

### Vie privée
Mayes C. Rubeo était mariée au chef décorateur italien Bruno Rubeo jusqu'à sa mort en 2011. Leur fils est directeur artistique. 

## Filmographie
- 1997 : Men with Guns de John Sayles
- 2006 : Apocalypto de Mel Gibson
- 2009 : Avatar de James Cameron
- 2012 : John Carter d'Andrew Stanton
- 2013 : World War Z de Marc Forster
- 2016 : Warcraft : Le Commencement de Duncan Jones
- 2016 : La Grande Muraille de Zhang Yimou
- 2017 : Thor : Ragnarok de Taika Waititi
- 2019 : Jojo Rabbit de Taika Waititi
- 2021 : WandaVision de Jac Schaeffer
- 2022 : Thor: Love and Thunder de Taika Waititi
- 2022 : Werewolf by Night de Michael Giacchino
- 2023 : Blue Beetle d'Angel Manuel Soto
- 2024 : La Planète des singes : Le Nouveau Royaume de Wes Ball
- 2024 : Deadpool et Wolverine de Shawn Levy

## Distinctions

### Récompenses
- Coronado Island Film Festival : Artistry in Filmmaking Award

### Nominations
- British Academy Film Award des meilleurs costumes :
  - Jojo Rabbit de Taika Waititi
- Oscar de la meilleure création de costumes :
  - Jojo Rabbit de Taika Waititi